# Det er nat med fru Knudsen
Det er nat med fru Knudsen er en dansk film fra 1971, instrueret af Henning Ørnbak, der også har skrevet manuskriptet med Leif Petersen.

## Medvirkende
- Tove Maës
- Birger Jensen
- Ole Ernst
- Lise-Lotte Norup
- Kirsten Walther
- Ulla Jessen